# Puente San José
Puente San José är en ort i Mexiko.   Den ligger i kommunen San Pedro Mixtepec -Dto. 22 - och delstaten Oaxaca, i den sydöstra delen av landet, 400 km sydost om huvudstaden Mexico City. Puente San José ligger 68 meter över havet och antalet invånare är 151.
Terrängen runt Puente San José är kuperad norrut, men söderut är den platt. Runt Puente San José är det glesbefolkat, med 9 invånare per kvadratkilometer. Närmaste större samhälle är Puerto Escondido, 5,5 km söder om Puente San José. Omgivningarna runt Puente San José är en mosaik av jordbruksmark och naturlig växtlighet.